# Đông Thành, Vĩnh Long
Đông Thành là một phường thuộc tỉnh Vĩnh Long, Việt Nam.

## Địa lý
Phường Đông Thành có vị trí địa lý:
- Phía đông giáp xã Ngãi Tứ.
- Phía tây và nam giáp phường Cái Vồn.
- Phía bắc giáp phường Bình Minh và xã Song Phú.

Phường Đông Thành có diện tích 44,35 km², dân số năm 2025 là 41.793 người, mật độ dân số đạt 942 người/km².

## Lịch sử
Ngày 16 tháng 6 năm 2025, Ủy ban Thường vụ Quốc hội ban hành Nghị quyết số 1687/NQ-UBTVQH15 về việc sắp xếp các đơn vị hành chính cấp xã của tỉnh Vĩnh Long năm 2025. Theo đó, sắp xếp toàn bộ diện tích tự nhiên, quy mô dân số của phường Đông Thuận và các xã Đông Bình, Đông Thành và Đông Thạnh thành phường mới có tên gọi là phường Đông Thành.
Sau khi sáp nhập, phường Đông Thành có 44,35 km² diện tích tự nhiên và dân số 41.793 người.

## Hành chính
Xã Đông Thành được chia thành 7 ấp: Đông Hòa 1, Đông Hòa 2, Đông Hưng 1, Đông Hưng 2, Đông Hưng 3, Hóa Thành 1, Hóa Thành 2.